# TX Большой Медведицы
TX Большой Медведицы (лат. TX Ursae Majoris), HD 93033 — двойная затменная переменная звезда типа Алголя (EA) в созвездии Большой Медведицы на расстоянии приблизительно 760 световых лет (около 233 парсеков) от Солнца. Видимая звёздная величина звезды — от +8,8m до +7,06m. Орбитальный период — около 3,0632 суток.

## Характеристики
Первый компонент — бело-голубая звезда спектрального класса B8V.
Второй компонент — жёлтый гигант или субгигант спектрального класса G0III-IVea.